# Károly Weichelt
Pour les articles homonymes, voir Weichelt.
Károly Weichelt, né le 2 mars 1906 à Nagyvárad et mort le 4 juillet 1971, était un joueur de football roumain qui jouait gardien de but.

## Biographie
Károly Weichelt joue durant sa carrière dans le championnat roumain dans l'équipe du Clubul Atletic Oradea.
Avec l'équipe de Roumanie, il est sélectionné par les deux entraîneurs Josef Uridil et Costel Rădulescu pour participer à la coupe du monde 1934 en Italie. Lors de la compétition, la sélection est éliminée au 1er tour par l'équipe de Tchécoslovaquie sur un score de 2 buts à 1 en huitièmes-de-finale.